# Fiat Brava
Der Fiat Brava ist ein vom italienischen Hersteller Fiat von Herbst 1995 bis Sommer 2001 gefertigter Pkw, der zur Kompaktklasse gehörte. Der Brava war die längere fünftürige Variante, während der 17 cm kürzere Dreitürer unter dem Namen Fiat Bravo verkauft wurde. Die Stufenhecklimousine und der Kombi wurden ab Sommer 1996 als Fiat Marea angeboten. Letzteres Modell erhielt zur Unterscheidung größere Stoßfänger und eine breitere Spur.

## Modellgeschichte
Der Fiat Brava wurde zusammen mit dem Bravo zum Auto des Jahres 1996 gewählt. Der Vorgänger von beiden Fahrzeugen war der Fiat Tipo.
Verkaufte sich der Tipo anfangs noch sehr gut auf dem europäischen Markt, so blieben die Käufer nach ersten, katastrophalen Crashtests fast völlig aus. Die dramatischen Einbrüche im Verkauf dieses Modells brachten den ohnehin schon angeschlagenen Fiat-Konzern in zusätzliche Schwierigkeiten. Zu spät erkannte Fiat, dass der Tipo in den Sicherheitsaspekten nicht soweit verbessert werden konnte, dass er konkurrenzfähige Sicherheit bieten konnte. Aus diesem Grund wurden die Modelle Bravo und Brava lanciert, die die bis dahin am schnellsten entwickelten Fahrzeuge im Fiat-Konzern waren.
In gut zwei Jahren waren die Wagen von den ersten Entwürfen bis zum Produktionsbeginn entwickelt. Erstes Ziel war eine zeitgemäße Sicherheitsausstattung, damit sich das Debakel des Tipos nicht wiederholen würde. Bei einem Euro-NCAP-Crashtest in Zusammenarbeit mit dem ADAC und dem ÖAMTC erhielt der Brava jedoch nur zwei von vier möglichen Sternen. Die Fahrgastzelle wäre immer noch zu schwach, mit schon kleinen Verbesserungen wäre jedoch ein dritter Stern möglich gewesen.
Der Brava (und damit auch der Bravo) wurde kein großer Erfolg, daran konnten auch Werbekampagnen mit Michael Schumacher und Rubens Barrichello sowie eine im Herbst 1998 durchgeführte Modellpflege samt modernisierten Motoren nichts ändern.
Bereits nach sechs Jahren wurden Brava und Bravo im Oktober 2001 durch den Fiat Stilo abgelöst. In Ägypten dagegen blieb der Brava erster Generation weiterhin in Produktion.
Im Frühjahr 2007 wurde der Stilo dann wiederum durch eine neue Bravo-Generation abgelöst. Diese ist nur als Fünftürer erhältlich – also in jener Modellvariante, die früher Brava hieß. Ein Wiederaufleben des Namens Brava ist somit eher unwahrscheinlich geworden.

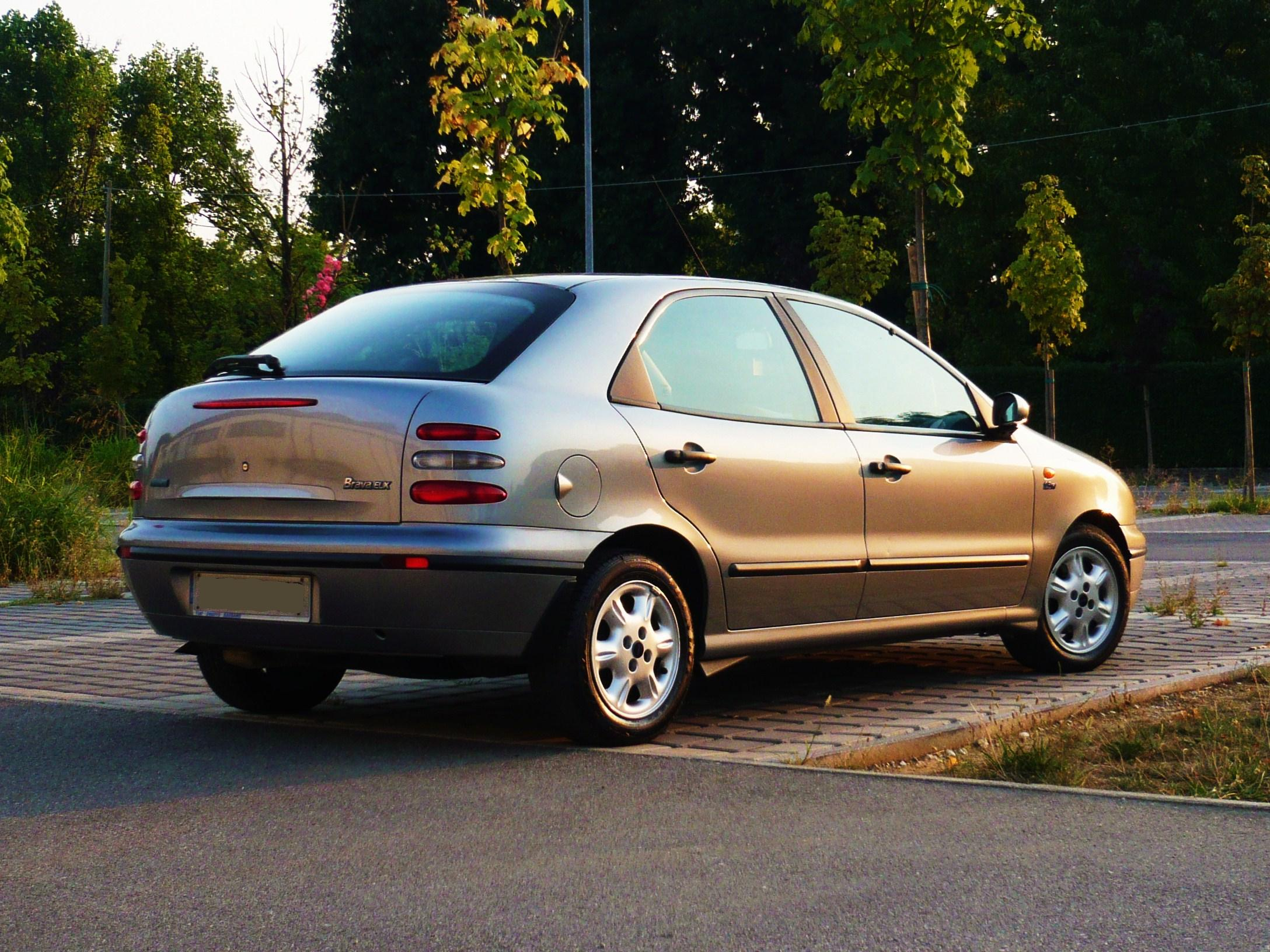
Markanter Heckabschluss mit dreigeteilten Leuchten
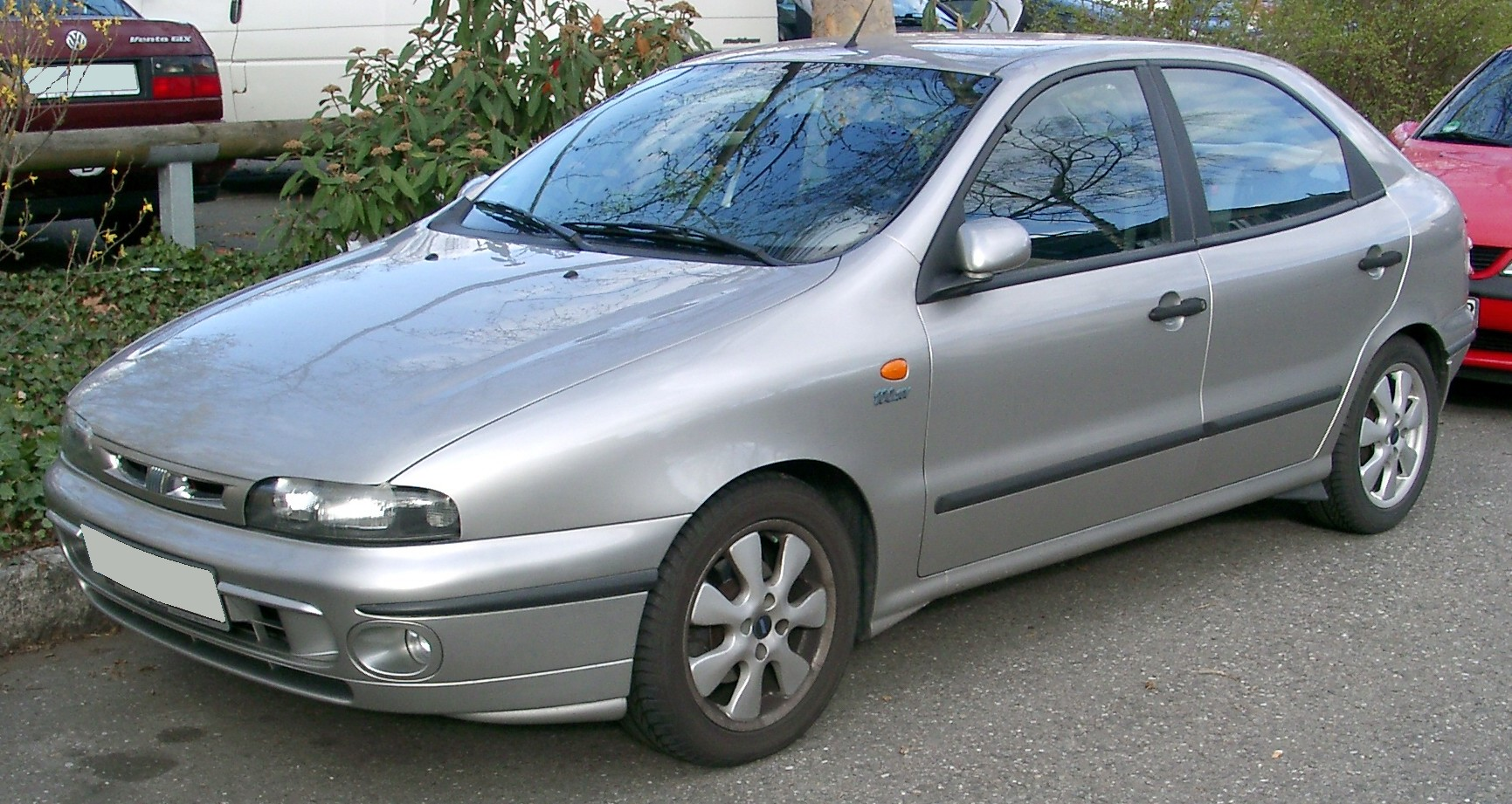
Fiat Brava (1998–2001)

## Motoren
| Modell      | Hubraum  | Zylinder | Leistung       | Bauzeit         |
| Benziner    | Benziner | Benziner | Benziner       | Benziner        |
| ----------- | -------- | -------- | -------------- | --------------- |
| 1.2 16V     | 1242 cm³ | 4        | 59 kW (80 PS)  | 10/2000–10/2001 |
| 1.2 16V     | 1242 cm³ | 4        | 60 kW (82 PS)  | 12/1998–10/2000 |
| 1.4 12V     | 1370 cm³ | 4        | 55 kW (75 PS)  | 10/1995–12/1997 |
| 1.4 12V     | 1370 cm³ | 4        | 59 kW (80 PS)  | 12/1997–11/1998 |
| 1.6 16V     | 1581 cm³ | 4        | 66 kW (90 PS)  | 10/1995–11/1998 |
| 1.6 16V     | 1581 cm³ | 4        | 76 kW (103 PS) | 03/1996–10/2000 |
| 1.6 16V     | 1596 cm³ | 4        | 76 kW (103 PS) | 10/2000–10/2001 |
| 1.8 16V     | 1747 cm³ | 4        | 83 kW (113 PS) | 10/1995–10/2000 |
| Diesel      |          |          |                |                 |
| 1.9 D*      | 1929 cm³ | 4        | 48 kW (65 PS)  | 10/1995–12/1997 |
| 1.9 TD 75   | 1910 cm³ | 4        | 55 kW (75 PS)  | 03/1996–10/2000 |
| 1.9 TD 100  | 1910 cm³ | 4        | 74 kW (100 PS) | 03/1996–11/1998 |
| 1.9 JTD     | 1910 cm³ | 4        | 74 kW (100 PS) | 10/2000–10/2001 |
| 1.9 JTD 105 | 1910 cm³ | 4        | 77 kW (105 PS) | 12/1998–10/2000 |

* nicht auf dem deutschen Markt erhältlich.
Der Saugdiesel wurde bereits sehr früh durch die erste Generation von Turbodieseltriebwerken ersetzt. Zum Jahresende 1998 hielt schließlich ein neu entwickelter Common-Rail-Dieselmotor Einzug in dem Kompaktwagen. Gleichzeitig wurde der als unelastisch und durstig bezeichnete 1.4-12V-Motor aus dem Programm genommen und durch einen neuen 1.2-16V-Motor ersetzt.
Diese motorischen Änderungen wurden im Rahmen eines kleinen Facelifts durchgeführt, bei dem kleinere optische Details sowie die Ausstattungsvarianten überarbeitet wurden. Fortan gehörten auch Seitenairbags zur Serienausstattung.

## Ausstattungen
Lieferbar war der Brava in den Ausstattungsvarianten:
- S (nur 1.4, 1.6 und 1.9 D/TD)
- SX (1.2, 1.4, 1.6, 1.9 D/TD/JTD)
- EL (1.6 und 1.9 TD)
- ELX (1.6, 1.8, 1.9 TD/JTD)
- HSX (1.6, 1.9 JTD)